# Kevin Thomas (1986)
Kevin Thomas (* 20. září 1986, Oxnard, Kalifornie, USA) je bývalý hráč amerického fotbalu, který nastupoval na pozici Cornerbacka v National Football League. Byl draftován týmem Indianapolis Colts v roce 2010 ve třetím kole Draftu NFL, předtím hrál univerzitní fotbal za University of Southern California.

## Vysoká škola
V přípravě na fotbalovou kariéru navštěvoval Thomas Rio Mesa High School a byl zvolen do několika elitních výběrů, včetně Super Prep All-American, Prep Star All-American, Rivals 100, Tacoma News Tribune Western 100, prvního výběru All-CIF Southern Section, All-CIF Division IV nebo Los Angeles Times All-Ventura/North Coast na pozicích Defensive backa i Wide receivera. V posledním ročníku si připsal 81 tacklů a 5 interceptionů v obraně a 27 zachycených přihrávek pro 430 yardů a 5 touchdownů v ofenzívě.

## Univerzitní fotbal
Jako nováček v sezóně 2005 si připsal 9 startů z pozice náhradního Cornerbacka nebo jako člen special teamu, o rok později kvůli zranění odehrál jen 4 utkání. V ročníku 2008 nastoupil do všech třinácti zápasů a tuto bilanci zopakoval i v následujícím roce, za což byl zvolen do druhého týmu All-Pac-10.

## Profesionální kariéra

### Draft NFL
Thomas byl vybrán v třetím kole Draftu NFL 2010 na 94. místě týmem Indianapolis Colts.

### Indianapolis Colts
V nováčkovské sezóně 2010 se Kevin Thomas neprosadil ani jednou do základní sestavy Colts a tento stav trval i v první polovině ročníku 2011. Debut zaznamenává při porážce 7-62 od New Orleans Saints v 7. týdnu, ale on sám si připisuje solidních 10 tacklů (3 asistované) a jednu ubráněnou přihrávku. Do konce sezóny nastupuje v devíti zápasech, z toho pětkrát jako startující hráč s konečnou bilancí 33 tacklů (13 asistovaných) a třemi ubráněnými přihrávkami.

### Philadelphia Eagles
2. srpna 2012 byl Thomas spolu s volbou v sedmém kole Draftu NFL 2013 vyměněn do Philadelphie Eagles za linebackery Moise Fokoua a Grega Floyda mladšího. V průběhu sezóny 2012 nezasáhl ani do jednoho utkání a po ukončení smlouvy byl propuštěn.

### Toronto Argonauts
4. dubna 2014 podepsal Thomas spolu s bývalým spoluhráčem z USC Kylem Moorem smlouvu s kanadským týmem Toronto Argonauts, ale již 2. června byl propuštěn.